# فريمان ماكنيل
فريمان ماكنيل (بالإنجليزية: Freeman McNeil)‏ هو لاعب كرة قدم أمريكية أمريكي، ولد في 22 أبريل 1959 في جاكسون في الولايات المتحدة.

## وصلات خارجية
- فريمان ماكنيل على موقع مرجع كرة القدم المحترفة.كوم (الإنجليزية)